# Ophiogramma micraulax
Ophiogramma micraulax là một loài bướm đêm trong họ Geometridae.